# Hrabstwo Sharp

Piramida wieku hrabstwa

Hrabstwo Sharp – hrabstwo w USA, w stanie Arkansas. Według danych z 2010 roku, hrabstwo zamieszkiwało 17264 osób.

## Miejscowości
- Hardy
- Highland
- Evening Shade
- Sidney
- Williford